# Utnötningskriget
Utnötningskriget (arabiska: حرب الاستنزاف Ḥarb al-Istinzāf, hebreiska: מלחמת ההתשה Milhemet haHatashah), var ett begränsat krig som utkämpades mellan Israel och Egypten 1967 till 1970.
Efter Sexdagarskriget 1967 fanns inga allvarliga diplomatiska ansträngningar för att lösa hjärtefrågorna i den arabisk-israeliska konflikten. I september 1967 formulerade arabstaterna Khartoumresolutionen där man uteslöt fred, erkännande eller förhandlingar med Israel. Egyptens president Gamal Abdel Nasser trodde enbart militära initiativ skulle framtvinga Israel eller det internationella samfundet till att tvinga en fullständig israelisk reträtt från Sinaihalvön, och fientligheter återupptogs snart längs Suezkanalen.
Dessa tog inledningsvis form av begränsade artilleridueller och småskaliga intrång på Sinai, men 1969 var egyptiska armén beredd på storskaliga operationer. Den 8 mars 1969 proklamerade Nasser den officiella igångsättning av Utnötningskriget, som kännetecknades av storskalig beskjutning längs kanalen, omfattande luftkrig och kommandoräder. Fientligheterna fortsatte fram till augusti 1970 och avslutades med en vapenvila. Gränserna förblev desamma som när kriget började, utan verkligt engagemang för seriösa fredsförhandlingar.